# La camera da letto (film)
La camera da letto è un film del 1991 diretto da Stefano Consiglio e Francesco Dal Bosco.

## Trama
La lettura integrale dei 46 capitoli del romanzo in versi La camera da letto di Attilio Bertolucci, fatta dallo stesso autore. All'inizio di ogni capitolo l'attrice Laura Morante recita dei riassunti in prosa che rappresentano le sole aggiunte rispetto al testo pubblicato dalla Garzanti nel 1988.

## Produzione
Il film è stato prodotto dalla Film Company di Milano e sponsorizzato da Pietro Barilla, un industriale che di Attilio Bertolucci fu amico.
Il film è stato girato a Casarola nell'estate del 1991.

## Distribuzione
Il film è stato proiettato alla 49ª Mostra internazionale d'arte cinematografica di Venezia (1992) nel corso di quattro serate. In seguito è stato trasmesso da Rai 3 nel corso della trasmissione Fuori orario. Cose (mai) viste. Il titolo è stato inoltre distribuito, associato al testo, in tre DVD.